# Копелла Арнольда
Копелла Арнольда или прыгающая харацина (лат. Copella arnoldi) — вид лучепёрых рыб из семейства лебиасиновых (Lebiasinidae), обитающие в Южной Америке. Названа в честь немецкого аквариумиста Иоганна Пауля Арнольда (1869-1952).

## Биологическое описание
Окраска рыб имеет вариации от красноватого цвета с серебристо-желтоватым брюшком, до серебристо голубого. На боках имеются мелкие красноватые крапинки. Все плавники рыбы имеют желтоватый цвет с красной окантовкой. У основания спинного плавника находится пятно светлого и темного цвета. В отличие от самок, самцы более крупные и имеют плавники удлинённой формы. 
При размножении откладывает икру на нижнюю сторону предметов, находящихся над поверхностью воды, чаще всего на листья. Самец и самка подплывают к поверхности воды и запрыгивают на лист. Самка откладывает на лист от 5 до 8 икринок, самец сразу их оплодотворяет. Эта процедура повторяется несколько раз, пока не будет отложено несколько сотен икр. Самец в воде периодически сбрызгивает кладку. Икринки вылупляются примерно через 36-72 часа и мальки падают в воду . 
Питается червями, насекомыми, мелкими ракообразными. 

## Ареал
Обитает в Южной Америке, в бассейне реки Амазонка. Встречается в реках Риу-Негру, Напо, Марони и др. 